# Who See
«Who See», також «Who See Klapa» — чорногорський музичний гурт, який представляв Чорногорію на пісенному конкурсі Євробачення 2013 у Мальме.

## Дискографія
- Sviranje kupcu (2006)
- Krš i drača (2012)